# Kvælerslange
Kvælerslanger (latin Boidae) er en familie af slanger, der ikke har gifttænder, men dræber deres bytte ved at klemme det.
Til kvælerslangerne hører bl.a. pytoner, herunder netpytonen, der nok er verdens længste slange, og boaer, deriblandt kongeboaen og anakondaen, der kan blive op mod 10 m, og formodentlig er verdens tungeste slange.
Ligesom nutidens kvælerslanger, fandtes der i kridttiden en lignende slange, Dinilysia, der kvalte sit bytte. Denne er dog del af en uddød familie.
En anden uddød kvælerslange titanoboa fra palæogen var estimeret 13 meter lang og vejede 1135 kg (interval: 652..1819 kg).

## Klassifikation
Familie: Boidae
- Underfamilie: Pythoninae
  - Slægt: Antaresia
  - Slægt: Apodora
  - Slægt: Aspidites
  - Slægt: Bothrochilus
  - Slægt: Leiopython
  - Slægt: Liasis
  - Slægt: Morelia
  - Slægt: Python (Eks. Tigerpyton)
- Underfamilie: Boinae
  - Slægt: Boa (Eks. Kongeboa)
  - Slægt: Corallus
  - Slægt: Epicrates
  - Slægt: Eunectes (Eks. Anakonda)
  - Slægt: Acrantophis
  - Slægt: Candoia
  - Slægt: Sanzinia
- Underfamilie: Erycinae (Sandboa)
  - Slægt: Calabaria
  - Slægt: Gongylophis
  - Slægt: Eryx
  - Slægt: Charina